# Villa Riachuelo

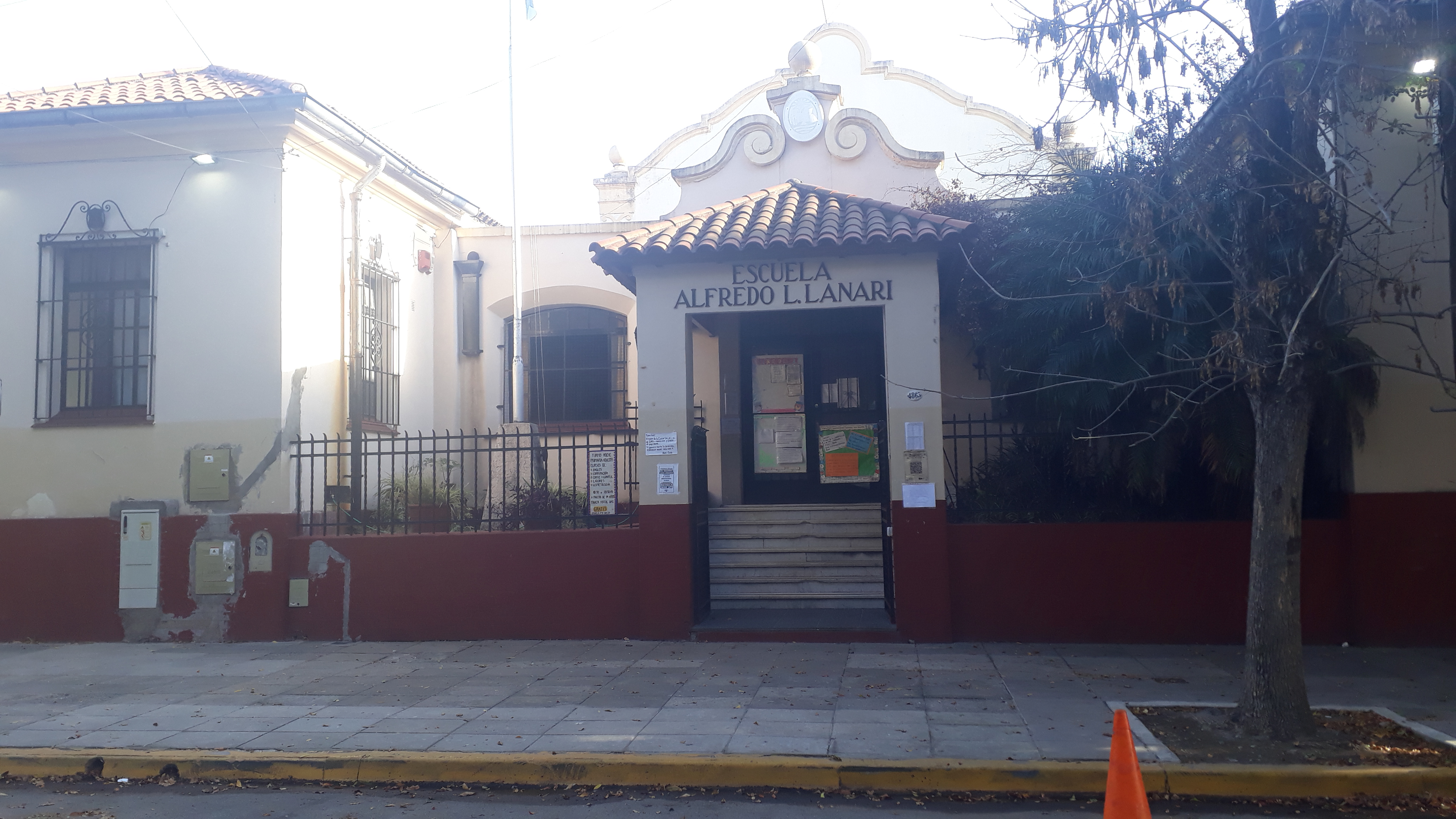
Escuela Alfredo Lanari, la primera escuela pública de Villa Riachuelo.

Villa Riachuelo es un barrio de la Ciudad Autónoma de Buenos Aires, Argentina. Integra junto con Villa Soldati y Villa Lugano la Comuna 8. 
Sus límites son la Av. General Paz, Unanué, Lisandro de la Torre, Av. Cnel. Roca, Escalada y por el Riachuelo. Es el más austral de la ciudad y está ubicado en el extremo sudoeste de la misma. Limita con Villa Lugano al norte y Villa Soldati al noreste, y con las localidades de Lanús Oeste y Villa Fiorito al sureste y Villa Madero al suroeste de la Provincia de Buenos Aires.
En Villa Riachuelo se encuentra el Autódromo Oscar y Juan Gálvez y el puente de la Noria.

## Toponimia
En 1888 la Sociedad de Tierras General Pobladora obtuvo un permiso por ley de la Nación para realizar el dragado del cauce del Riachuelo en los últimos 33 kilómetros de su recorrido. Aquellas obras no se realizaron, dejando, en cambio, el trazado de la planta urbana de una villa en el extremo sudoeste de la Ciudad. Esta compañía abrió calles y vendió algunos terrenos donde se instalaron tambos y chacras. Estos parajes se bautizaron con el nombre de la “Villa del Riachuelo”.

(...) a la altura del Puente de la Noria hemos formado un pueblo denominado "Villa Riachuelo", ubicado en terrenos altos que nunca han estado al alcance de las mayores inundaciones. 

## Historia

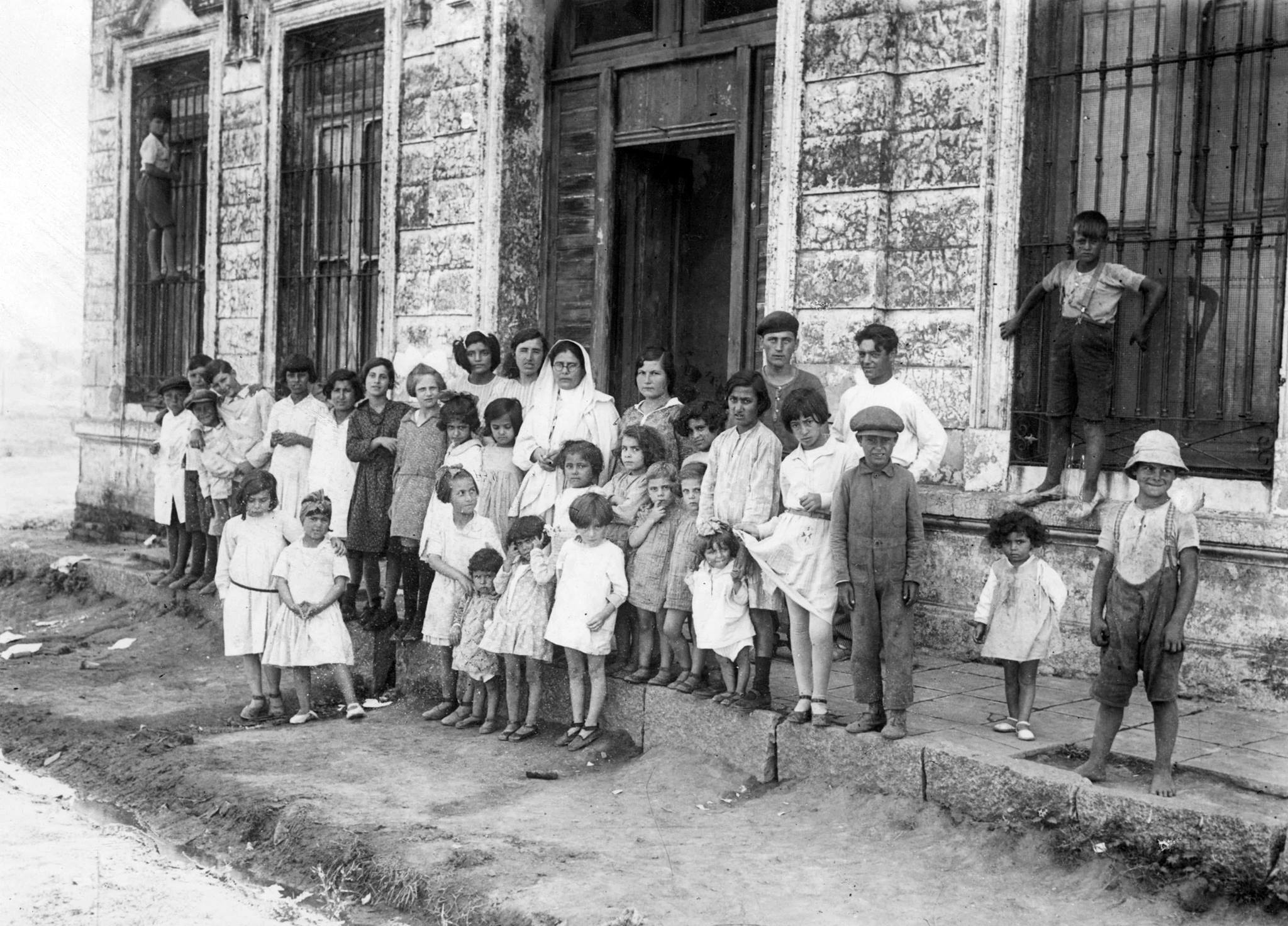
Niños y jóvenes junto a una religiosa. 1931 [Hogar Escuela Sagrada Familia] Documento Fotográfico C40. AGN

Carlos Rusconi describió en 1928, dos paraderos indígenas en Villa Riachuelo. Recientes hallazgos arqueológicos dieron cuenta también de la existencia de asentamientos prehispánicos en la zona circundante al río Matanza-Riachuelo.
El curso original del Riachuelo era sinuoso, lo que provocaba inundaciones durante las lluvias y las sudestadas. Durante los años 1884, 1900 y 1911 se produjeron inundaciones que afectaron gravemente a las localidades ribereñas. Por ello, en 1913 se sancionó la ley 9126 que dispuso la definitiva canalización y rectificación del Riachuelo. Los trabajos se iniciaron en 1922.
A comienzos del siglo XX la obra de mayor magnitud de la zona era el Puente de la Noria. Este comunicaba la zona provincial de Lomas de Zamora con las quintas y chacras que rodeaban el enclave urbano, y era utilizado para el ingreso de las tropillas de hacienda, para bajar luego por la avenida Roca, camino a los mataderos de Liniers.
El primer emplazamiento del paso de la Noria se hallaba en la zona del actual Autódromo de la Ciudad y fue construido en 1905. La rectificación del Riachuelo obligó a la construcción de otro puente, doscientos metros más al oeste de aquel primer paso, a la altura de la avenida General Paz. El nuevo Puente de la Noria se concluyó en 1944.  
La zona comienza a prosperar a partir de 1908, con la llegada del ferrocarril al paraje lindero, en los altos donde se funda Villa Lugano. Para esa época el tranvía era la única comunicación de los pobladores con el resto de la Ciudad, ya que el camino al Puente Alsina, hoy avenida Roca, se hallaba continuamente afectado por las inundaciones.

Han sido concedidas por la Municipalidad a distintas empresas dos líneas de tranways que llegan ambas hasta el Boulevard de Circunvalación y Villa del Riachuelo...

La Congregación de las Hermanas Misioneras Catequistas de Cristo Rey fundó el Hogar Escuela Sagrada Familia, en 1918. Las religiosas impartían instrucción primaria, catequesis y realizaban tareas de asistencia social para el barrio.
En 1921, comenzó a funcionar la primera escuela pública, en un modesto local sobre la calle Piedrabuena. También este mismo año, mediante la ordenanza 636, se decretó la creación de la plaza Sudamérica.
El autódromo se inauguró en marzo de 1952 bajo el nombre de "17 de Octubre". Al año siguiente, se disputó aquí el Gran Premio de Fórmula 1, la primera carrera internacional. En este autódromo se corrió el Gran Premio de Argentina hasta 1998. Entre 2008 y 2014, sus instalaciones  fueron sede del festival de música electrónica Creamfields.
En 1987, llegó el servicio tranviario del Premetro que conectó la zona a las áreas centrales de la ciudad.

## Trama urbana
El trazado de las calles, exceptuando el Autódromo, conserva la distribución de damero, propia de la ciudad de Buenos Aires. La avenida General Paz conecta la zona con el norte de la ciudad. La conexión con la provincia de Buenos Aires se realiza a través del Puente de la Noria. En sentido este-oeste corren las avenidas Francisco Fernández de la Cruz, Coronel Roca y 27 de Febrero. La avenida Piedrabuena atraviesa el barrio en dirección norte-sur.

### Transportes
El colectivo es el medio de transporte de mayor cobertura: prestan servicio las líneas 21 28 47 80 91 101 114 117 143 145 185 Se complementa con el Premetro, que permite el trasbordo con la línea E de subterráneos.

## Establecimientos principales

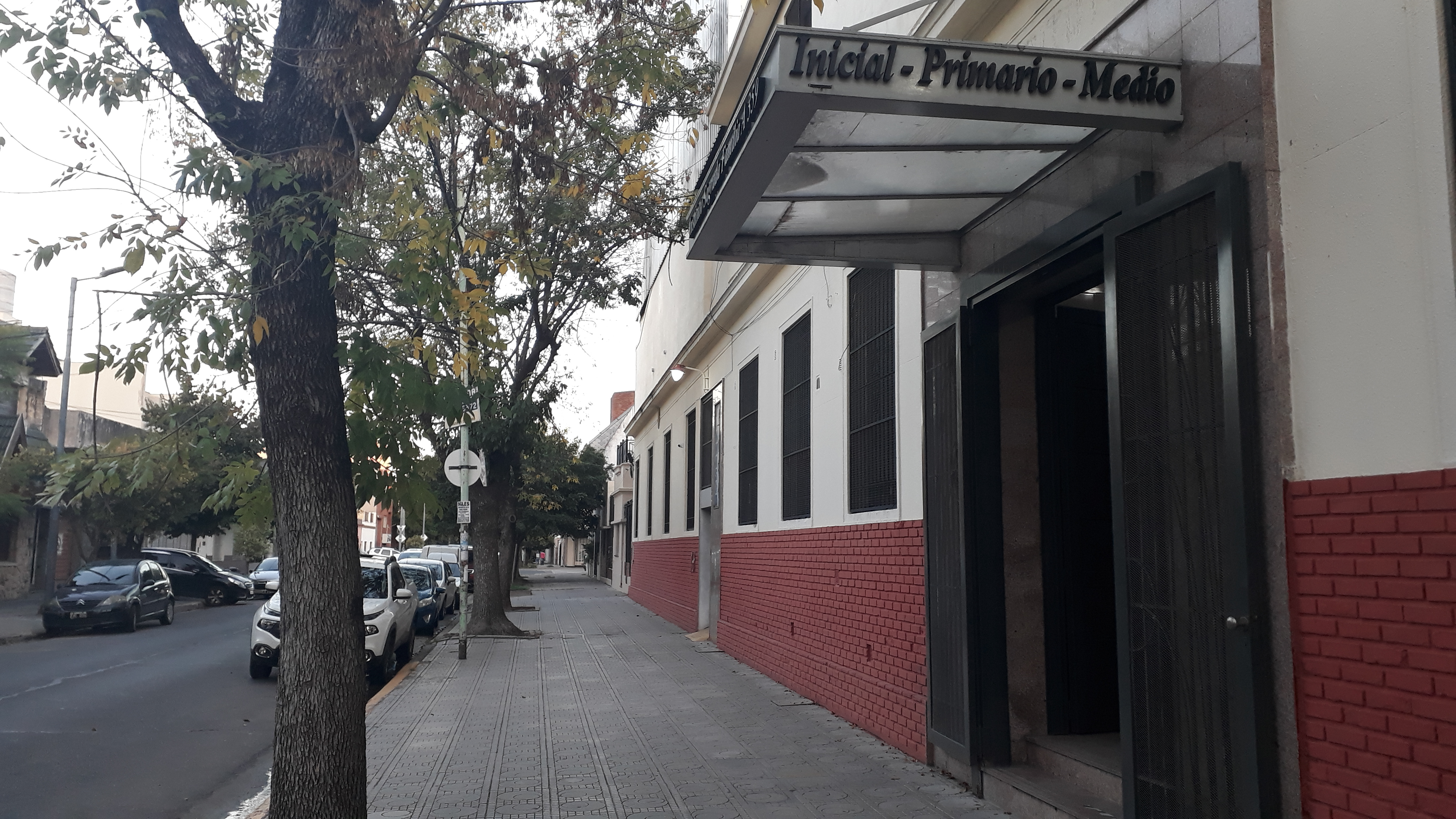
Colegio Sagrada Familia, sobre la calle Cosquín

Autódromo Municipal de la ciudad de Buenos Aires
Está ubicado en un predio de 180 hectáreas. Su superficie abarca una parte importante de la superficie total de Villa Riachuelo. 
En él han tenido lugar grandes competencias automovilísticas nacionales e internacionales.
Escuelas de Aprendizaje de Conducción de Vehículos
Se encuentra en los terrenos vecinos al Autódromo Municipal. 
Opera allí la Dirección de Tránsito, donde se obtienen y se renuevan los registros de conductor.
Otras instituciones estatales que están localizadas en Villa Riachuelo, son la Sede Comunal 8 sobre la avenida Roca y la Superintendencia de Investigaciones de la Policía Federal, ubicada en Madariaga y la avenida General Paz.

## Escuelas y otros establecimientos educativos

### Instituciones educativas públicas
Al lado de la Sede Comunal 8 se localiza el Centro de Primera Infancia (CPI) La Casita Azul y Blanca de los Duendes. El Centro de Acción Familiar (CAF) N° 27 funciona en el conjunto habitacional de José León Suárez y Chilavert. Ambos centros dependen del Ministerio de Desarrollo Humano y Hábitat de la ciudad de Buenos Aires.
Las escuelas se agrupan en el distrito escolar 21. Villa Riachuelo tiene tres escuelas públicas de nivel primario: 
Escuela N°13 Dr. Alfredo Lanari
El edificio actual de estilo neocolonial, fue inaugurado el 27 de septiembre de 1927, en el mismo terreno ocupado por la escuela sobre la calle Piedrabuena. Su biblioteca escolar, lleva el nombre del escritor Salvador Merlino, quien vivió en el barrio, en Piedrabuena 4632. En la actualidad, niñas, niños, adolescentes y personas adultas pueden concluir, aquí, sus estudios primarios. 
Escuela N°16 Dr. Sofanor Novillo Corvalán
Inaugurada en 1942, en Berón De Astrada 6351. También funciona en sus instalaciones, en el turno vespertino, la N°5 Juan Manuel Fangio, la única escuela pública de educación media del barrio.
Escuela N°18 Jorge Newbery Granja Escolar "El Fortín"
Los estudiantes de esta escuela primaria aprenden técnicas agrarias realizando prácticos en granjas. La “Escuela Granja” es la única en su tipo en la ciudad de Buenos Aires.

### Instituciones educativas confesionales y privadas
Instituto Sagrada Familia
Originalmente fue un Hogar Escuela fundado por Mercedes del Carmen Pacheco, superiora de las Hermanas Misioneras Catequistas de Cristo Rey. En 1941, el Consejo Nacional de Educación, autorizó la educación primaria, constituyéndose así en la primera escuela privada de Villa Riachuelo. Desde 1963, se imparte también enseñanza de nivel medio.
Colegio Mac Nab Bernal de los Hermanos Maristas
Se encuentra en la Avenida Fernández de la Cruz entre Saladillo y J. L. Suárez, al lado de la Parroquia del Santo Cristo. Su edificio ocupa casi toda la manzana. 
Pertenecía a la Sociedad Obra de la Conservación de la Fe hasta que en 1955, la Congregación Marista toma posesión del colegio. Era el único establecimiento de enseñanza primaria para varones de la zona. A partir de 1983, comienza a funcionar el nivel educativo terciario.
En tiempos recientes, se ha ampliado la oferta educativa privada laica. Podemos mencionar por ejemplo, al Instituto Amanecer y al jardín maternal Panda. También surgieron institutos de enseñanza de idiomas como English House.

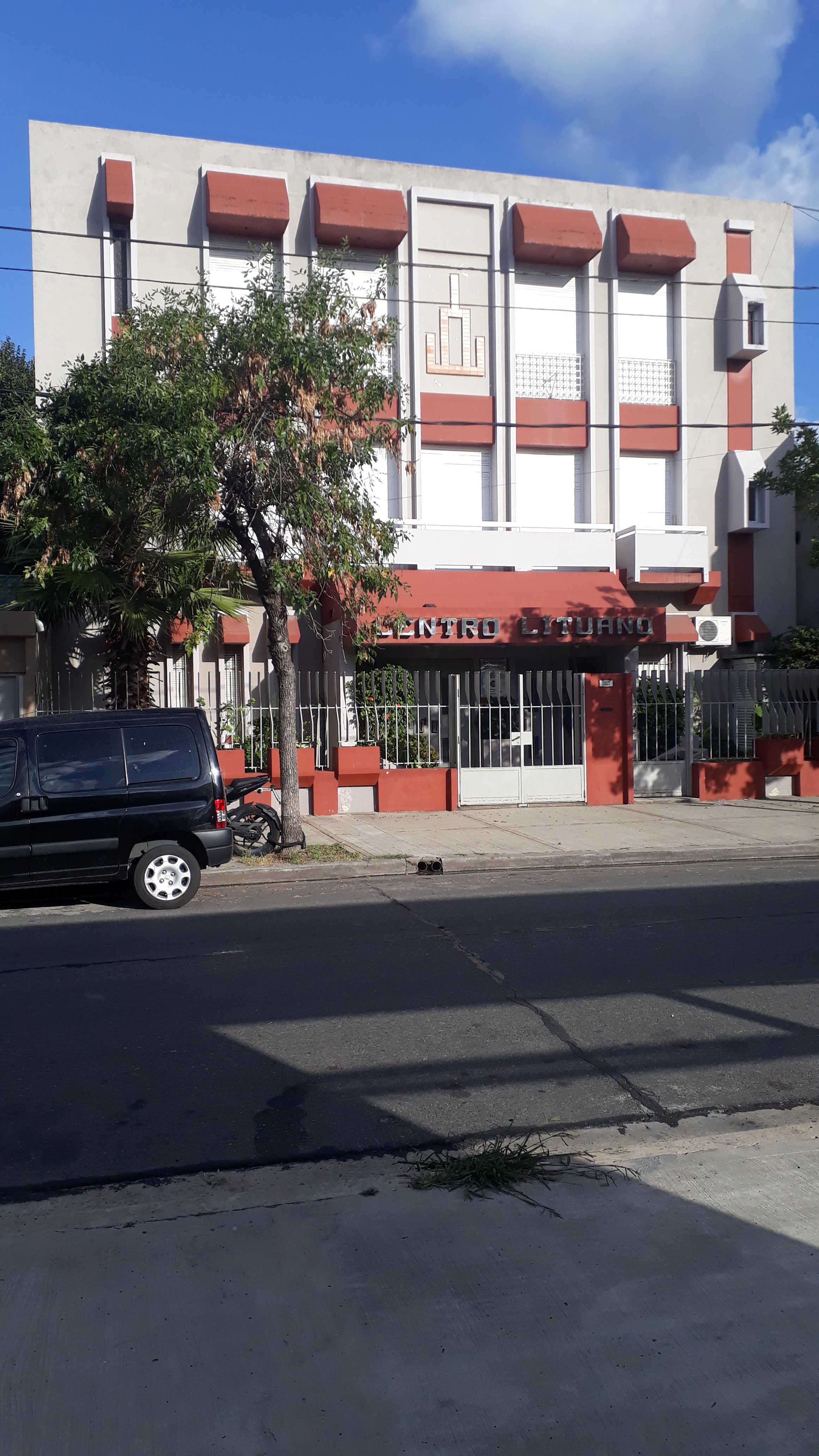
Institución de la colectividad lituana situada en la calle Tabaré.

### Asociaciones barriales, comunitarias y culturales
Según un informe del Registro de Organizaciones de Acción Comunitaria (ROAC), el barrio tiene 15 organizaciones sociales relevadas a fines de 2010. Entre las organizaciones sociales más antiguas de Villa Riachuelo están:
Asociación Vecinal de Villa Riachuelo
Ubicada en la calle Guaminí 5173. Fue fundada el 15 de enero de 1939 y es el resultado de la fusión de "El Sol de Riachuelo" y la "Unión Vecinal de Fomento Pro-Apertura y Pavimentación de Avenida Cruz".
Club El Ideal
Se encuentra en la calle Montiel 5142. Fue fundado el 10 de octubre de 1929. Conocido en otros tiempos por las prácticas de box y por su cancha de bochas. Ha sabido recibir a las estrellas del tango, del box y mantenerse a través de los tiempos albergando a los niños y jóvenes del barrio.
Centro Lituano
Se encuentra en la calle Tabaré 6950. Construido por la comunidad que no sólo aporta su cultura sino un salón de actos de amplitud y belleza que es sede de los eventos barriales. Fue fundado el 10 de octubre de 1926.
Centro Cultural Giuseppe Mazzini
Agrupa a la comunidad italiana. En él se enseña la lengua madre y se realizan actividades culturales, siendo su sede receptiva de otras instituciones como el Rotary Club. Está ubicado en la calle Corrales 6534.

## Sitios de interés arqueológico, patrimonial y ambiental
Parque Ribera Sur

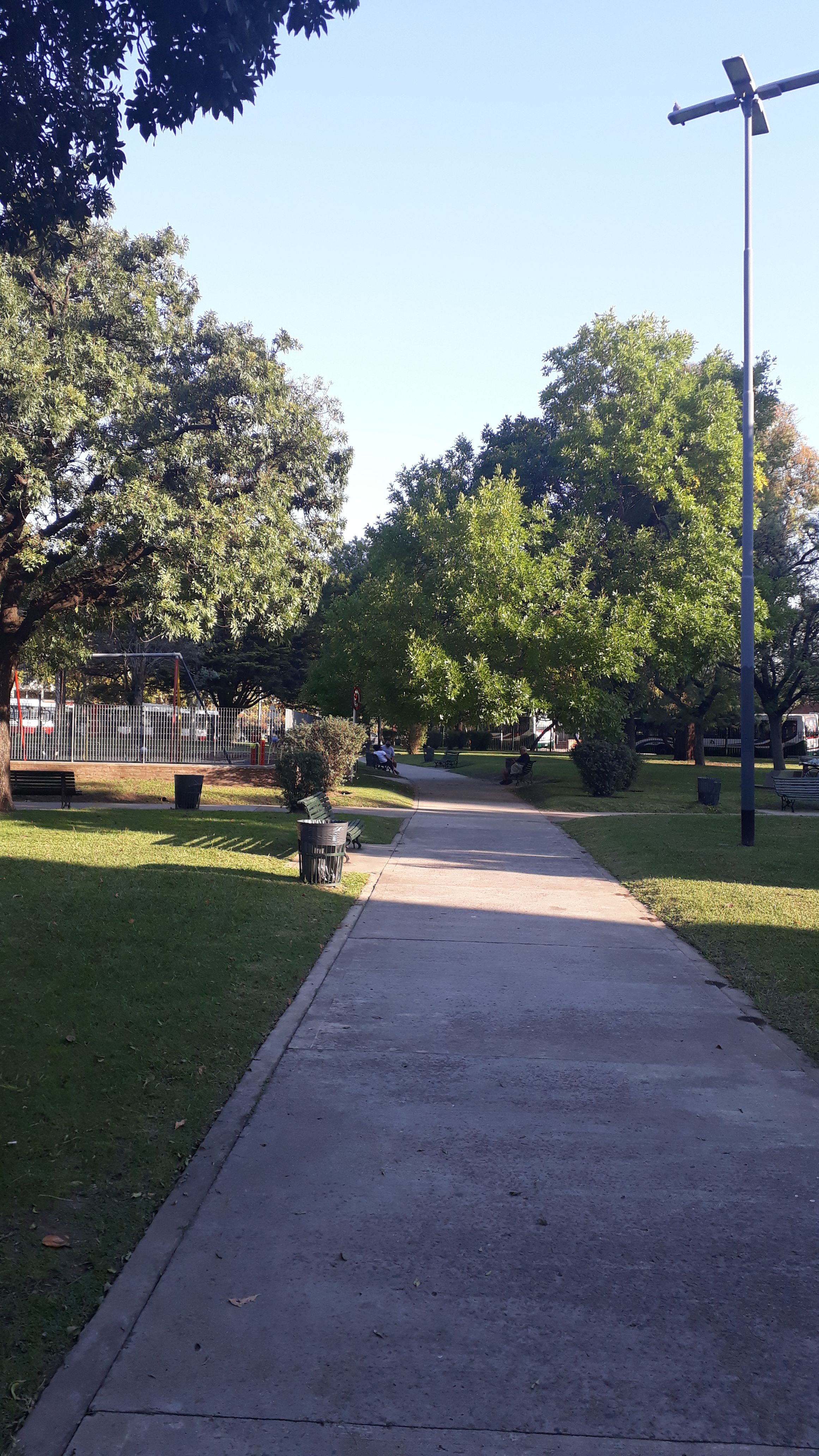
Plaza de los Viveros

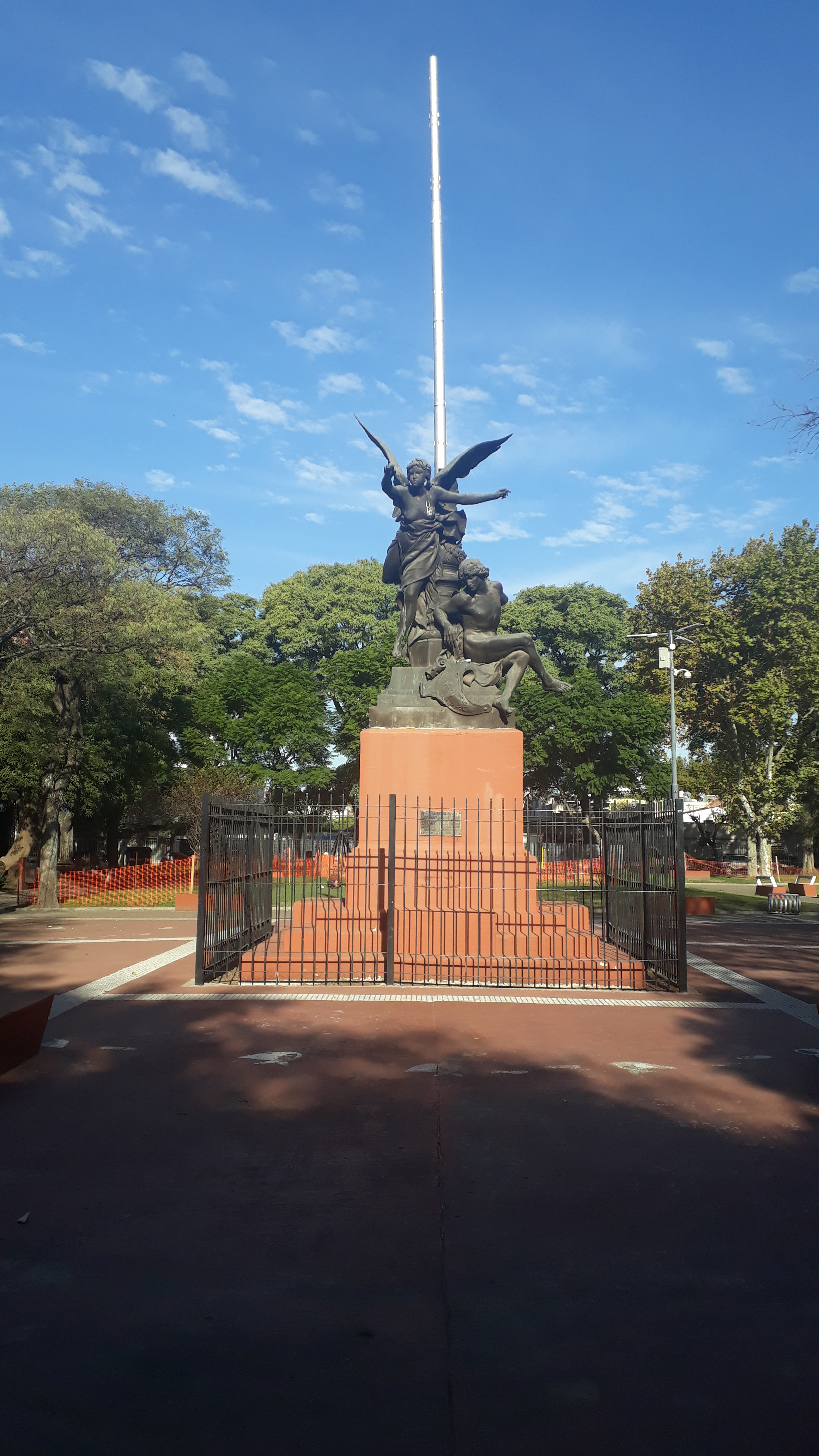
Obra de Barrias, exhibida en el Pabellón Argentino en 1889. Se encuentra en la Plaza Sudamérica.

Antes denominado Parque Almirante Guillermo Brown.
Se encuentra a la altura 17.100 de la Av. Gral. Paz. Este predio recreativo, cuyas piletas tienen agua salada, está actualmente administrado por SUTECBA. 
El Parque está ornamentado con balas y cañones, como también con varias placas que recuerdan los combates que se libraron para lograr la Independencia y la Soberanía Nacional. Aquí se localiza el monumento al Almirante Brown más importante de la ciudad.
En el Parque Ribera Sur, a lo largo de 800 metros, se encuentra el Cauce Viejo, el último resto del curso original del Riachuelo anterior a su rectificación. En su curso se conservan todavía, en parte, los meandros naturales y en sus orillas, la flora nativa.
Investigadores argentinos y vascos encontraron en el Parque Ribera Sur, vestigios de un asentamiento prehispánico, el más antiguo registrado en la ciudad de Buenos Aires.
Lago de Regatas
Fue construido junto con otros dos más (lagos Lugano y Soldati) en la década del 40, con el objetivo de contener los desbordes de las aguas del Riachuelo, durante las inundaciones. 
Allí se desarrollan importantes encuentros deportivos náuticos, rodeado de árboles y senderos.[cita requerida]
Plaza de Los Viveros
Se encuentra entre Av. Cnel. Roca, Ferré, Timoteo Gordillo y Lisandro de la Torre. Aquí estaba una de las construcciones más antiguas del barrio, el "Almacén de los Ferro", en donde se detenían a descansar los arrieros, a la vez que se abastecían y esparcían.
Plaza Sudamérica
Diseñada por Carlos León Thays. Se encuentra entre Guaminí, Av. Gral. Francisco Fernández de la Cruz, Itaquí y Piedrabuena. Funciona en la plaza una calesita.
Posee un mástil en honor a la Bandera, que exhibe uno de los cinco grupos escultóricos que integraron el Pabellón Argentino en la Exposición Universal de París de 1889, una bella escultura de bronce coronada por la Victoria realizada por el escultor Louis- Ernest Barrias en Francia. Esta escultura que tiene que ver con el río, se llama "La Navegación".

## Actividad comercial
A lo largo de la calle Chilavert, funciona un activo centro comercial a cielo abierto, uno de los más importantes del sur porteño. Un estudio del Ministerio de Desarrollo Urbano, relevó la existencia de 202 locales comerciales y de servicios, en esta arteria.

## Parroquias y otras instituciones religiosas
Parroquia Del Santo Cristo

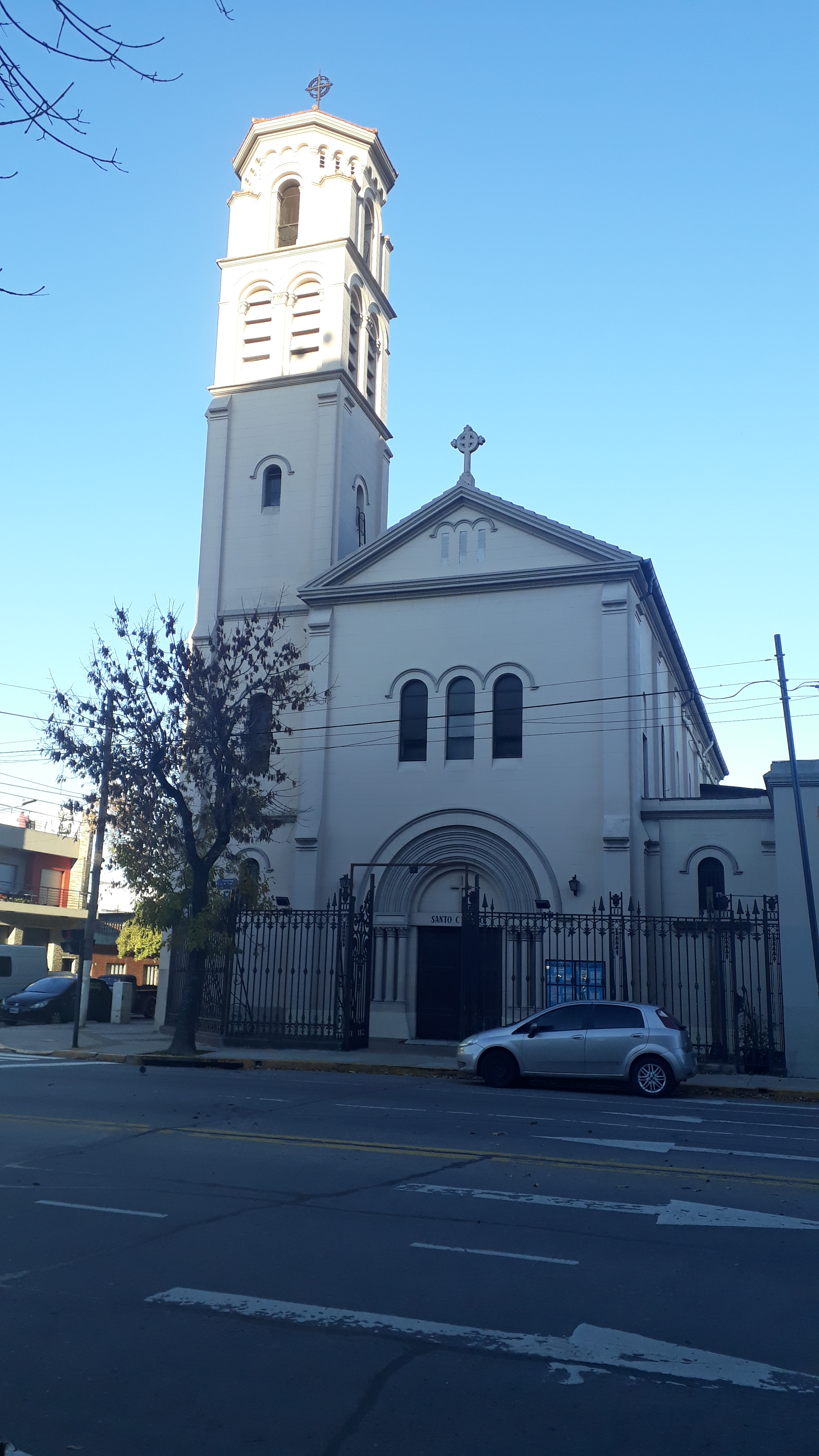
Parroquia Santo Cristo

Está ubicada en la esquina de la Avenida Francisco Fernández de la Cruz y José León Suárez. 
El 26 de julio de 1934 fue creada y bendecida por el cardenal Santiago Copello. El templo fue inaugurado en 1936. Fue diseñado por el arquitecto  Carlos Massa, y es de estilo neorrománico tardío con tres naves. 
La Parroquia quedó a cargo de la Congregación de los Sacerdotes del Sagrado Corazón de Jesús hasta 1990. Se venera en esta iglesia la imagen de la Virgen de la Luz. La devoción a Nuestra Señora de la Luz es el legado de inmigrantes de Presinaci, municipio de Rombiolo. La comunidad italiana del barrio organiza anualmente, las fiestas patronales en honor a esta Virgen.
En la actualidad existe en la zona un Salón del Reino de los Testigos de Jehová, ubicado en la calle Cañada de Gómez y numerosos templos evangélicos.